# PoSAT-1
PoSAT-1— первый португальский искусственный спутник Земли. Аппарат представлял собой экспериментальный микроспутник и служил для отработки технологий, фотографирования Земли, изучения космических лучей и использовался в радиолюбительских целях. PoSAT-1 был запущен 26 сентября 1993 года с космодрома Куру во Французской Гвиане с помощью ракеты-носителя Ариан-4.

## История
Проект был разработан консорциумом университетов и компаний в Португалии и был построен в Университете Суррея в Великобритания. Общая стоимость составила около 5 миллионов евро, около 3 миллионов евро было оплачено правительством Португалии и 2 миллиона евро — участвующими португальскими компаниями (консорциум Po-SAT: INETI, EFACEC, ALCATEL, MARCONI, OGMA, IST, UBI и CEDINTEC). Ответственным за проект был Фернандо Родригес из Instituto Superior Técnico.
Аппарат был запущен совместно со спутниками EyeSat и ItamSat из Италии, KitSat-B из Южной Кореи, HealthSat, Stella и SPOT-3 из Франции.
Примерно через 20 минут после запуска на высоте 807 км PoSAT-1 отделился от блока спутников и перешёл на солнечно-синхронную орбиту.
Аппарат продолжал работать до 2006 года, когда перестал выходить на связь.
Вход в плотные слои атмосферы ожидается в 2045 году.

## Конструкция
Спутник сконструирован на основе платформы SSTL-70 и представляет собой небольшой алюминиевый контейнер размером 35×35×58 см и массой 12 кг с 11 слотами для оборудования.
Электропитание осуществлялось с помощью 10 никель-кадмиевых аккумуляторов и 4 солнечных батарей с элементами из арсенида галлия, расположенных на боковых гранях спутника.
В слотах установлены звёздные датчики, GPS-приёмник, два радиопередатчика две ПЗС-камеры и оборудование обработки, сохранения и передачи данных.
Общая масса спутника составила 50 кг.

## Эксперименты
GPS-навигатор на борту спутника получал данные от навигационных спутников. Они позволяли определить положение и скорость аппарата. Это позволило спутнику рассчитывать собственный набор орбитальных элементов, а наземным станциям экспериментировать с приложениями для получения дифференциальных данных GPS в реальном времени. Несколько звёздных датчиков независимо давали информацию о положении и ориентации спутника.
Pin-диод и многоканальный анализатор, способный обнаруживать энергичные частицы космического излучения с широким диапазоном энергии (5-600 МэВ), использовались для регистрации на изучения влияния высокоэнергетических частиц на полупроводниковую электронику космического корабля.
Две камеры: одна с разрешением 2,2 км и зоной покрытия 1232 × 1267 км вторая с зоной покрытия 123 × 127 км с разрешением 220 м фотографировали Землю. Использовалась особая технология сжатия и отправки данных.
Также отрабатывалась технология цифровой и любительской радиосвязи на частотах 145,975 или 145,925, 435,075 или 535,050 МГц, но с 1994 года передатчики мощностью 2 и 10 Вт использовались для хранения и пересылки сообщений для сухопутных войск вооружённых сил Португалии и радиолюбителя были недоступны.
Также спутник отрабатывал вычислительные технологии хранения, прямой передачи, передачи на ретранслятор и сохранения на виртуальный диск различных данных.